# Johannes Schefferus

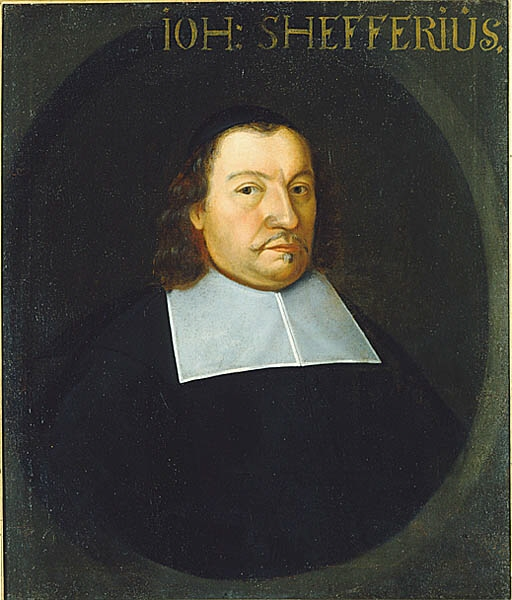
Johannes Schefferus

Johannes Schefferus  (Johann Scheffer, Joannis Schefferi von Strassburg) (Estrasburgo, 2 de Fevereiro de 1621 - Upsália, 26 de Março de 1679), foi erudito, filólogo e um dos maiores humanistas suecos de sua época.

## Vida
Schefferus nasceu em Estrasburgo, então parte do Sacro Império Romano.  Era descendente da família de patrícios Scheffer, estudou na Universidade de Estrasburgo, e depois brevemente em Leiden, e em 1648 se tornou Skytteanska professuren (Professor de Eloquência e Política) da Universidade de Upsália, cadeira que ele ocupou até a sua morte.  Na Holanda, Schefferus estabeleceu estreitas relações de amizade com Boxhornius (1612-1653), Johannes Gerardus Vossius (1577-1649), Daniel Heinsius (1580-1655)
e seu filho Nicolaus Heinsius, O Velho (1620-1681).
Schefferus se dedicou bastante à filologia e aos estudos arqueológicos. A sua obra: De orbibus tribus aureis se tornou a primeira publicação sobre arqueologia da Suécia. Lapponia, a história sobre os lapões (1673) se tornou popular pela Europa mas não foi traduzida para o sueco (com o nome de Lappland) até 1956. A sua obra póstuma: Suecia literata (A Suécia Erudita, 1680) é uma bibliografia sobre a história da ciência na Suécia.
Muito tempo mais tarde Schefferus viu-se envolvido em uma disputa intelectual, particularmente com Olof Verelius (1618-1682) a respeito da localização do Templo de Upsália. Defendia ele que o templo ficava perto da localização atual da Igreja da Santa Trindade (Helga Trefaldighets kyrka) em Upsália. Hoje em dia se sabe que seus adversários se utilizaram da falsificação para justificar seus argumentos.  Esta foi provavelmente a razão pela qual partes do maior texto gótico que ainda existe, teve de ser restaurado.
Em 1648, Schefferus se casou com Regina Loccenia, filha de Johannes Loccenius (1598-1677), antigo professor de eloquência de Upsália, e teve dois filhos.

## Obras
- De varietate navium (1643)
- De stylo illiusque exercitiis ad veterum consuetudinem disputatio prima-sexta (1652/53)
- De militia navali veterum libri quatuor. Ad historiam græcam latinamque vtiles (1654)
- De antiquorum torqvibus. Syntagma (1656)
- Argentoratensis de stylo illiusque exercitiis ad veterum consvetudinem liber (1657)
- Phædri Aug. Lib. Fabularum æsopiarum libri qvinqve (1663)
- Arriani Tactica: & Mauricii Artis militaris libri duodecim (1664)
- Memorabilium sueticæ gentis exemplorum liber singularis (1671)
- De re vehiculari veterum libri duo (1671)
- Lapponia: id est, regionis Lapponum et gentis nova et verissima descriptio (1673)
- Svecia literata seu de scriptis & scriptoribus gentis Sveciæ (1680, postum)